# Ernst Friedrich Schumacher
Ernst Friedrich "Fritz" Schumacher (Bonn, 16 d'agost de 1911 – Suïssa, 4 de setembre de 1977) va ser un intel·lectual i economista que va tenir una influència a nivell internacional amb un rerefons professional com a estadístic i economista a Anglaterra.
Va treballar com Chief Economic Advisor per la National Coal Board de Gran Bretanya durant dues dècades.
Les seves idees van ser molt conegudes al món anglosaxó durant la dècada dels setanta. També va ser reconegut per les seves crítiques als sistemes econòmics d'Occident i per la seva proposta d'una tecnologia descentralitzada.

## Biografia
Schumacher va néixer a Bonn, Alemanya el 1911. El seu pare era un professor d'economia política. El jove Schumacher va estudiar a Bonn i a Berlín, després marxà a Anglaterra com a estudiant de “Rhodes Scholar” a “Oxford” en la dècada dels 30. Més tard a la Universitat de Colúmbia a la Ciutat de Nova York, aconseguint un diploma en economia. Es va convertir en un economista, però es va dedicar a l'estudi de diverses disciplines en el que avui s'anomenaria estudis interdisciplinaris.
El 1966 va fundar el “Intermediate Technology Development Group” (Grup de desenvolupament de tecnologia intermèdia), conegut ara com a Practical Action (Solucions Pràctiques per a les seves operacions a Amèrica Llatina i el Carib). El 1971 es va convertir al catolicisme. Va ser amic del conegut professor Mansur Hoda.

## Obra
Segons el suplement literari del The Times, el seu llibre "El petit és bell" de 1973 (en anglès: “Small Is Beautiful”) està entre els 100 llibres més influents publicats des de la Segona Guerra Mundial. On exposa que la tecnologia adequada (TA) tendeix a promoure valors com la salut, la bellesa i la permanència d'aquest ordre. El llibre va ser ràpidament traduït a diversos idiomes. Li donà fama internacional, després de la qual va ser convidat a moltes conferències internacionals i a universitats per donar xerrades i respondre consultes.
Un altre notable treball de Schumacher és "Guia per a perplexos" (en anglès: “A Guide For The Perplexed”), una crítica al materialisme cientificista i una exploració de la naturalesa i l'organització del coneixement.